# One, Two, Many
Pour plus de détails, voir Fiche technique et Distribution.
One, Two, Many est un film américain de Michael DeLorenzo (en) sorti en 2008. 

## Synopsis
C'est la romance, moderne, d'un homme qui trouve la fille de ses rêves. Cette fille, ouverte d'esprit, donne son accord pour une relation à trois.

## Fiche technique
- Titre : One, Two, Many
- Réalisation : Michael DeLorenzo (en)
- Scénario : John Melendez
- Musique :
- Direction artistique :
- Photographie :
- Montage :
- Production :
- Société de production :
- Pays d'origine :   États-Unis
- Langue originale : Anglais américain
- Lieux de tournage : CBS Studio Center, Los Angeles, Californie, États-Unis
- Genre : Comédie romantique
- Durée : 88 minutes
- Dates de sortie :
  - États-Unis : 10 avril 2008

## Distribution
- John Melendez : Thomas
- Bellamy Young : Jennifer
- Jeffrey Ross : Ernie
- Hudson Leick : Darla
- Suzanna Keller : Theresa (as Suzanna Melendez)
- Terryn Westbrook : Denise
- Mark Cuban : Seamus
- Mailon Rivera : Benjamin
- Jennifer Sciole : Maria
- Bonnie Aarons : Lady in the bathroom
- Allie McCulloch : Charlene
- Donna Pieroni : Mrs. G
- Bowie Sims : Nicole (as Joanna Sims)
- Gregory De Fazio : NY Park Walker
- Susanna Musotto : Brunette at the Gym